# Raymond Bru
Raymond Jean Bru, född 30 mars 1906, död december 1989, var en belgisk fäktare.
Bru blev olympisk bronsmedaljör i florett vid sommarspelen 1948 i London.